# گمینا دانبروویتسه
گمینا دانبروویتسه (به لهستانی:  Gmina Dąbrowice) یک گمینا در لهستان است که در شهرستان کوتنو واقع شده‌است. گمینا دانبروویتسه ۴۵٫۹۴ کیلومتر مربع مساحت و ۲٬۰۹۴ نفر جمعیت دارد.